# Карл I фон Баден
Карл I фон Баден (на немски: Karl I von Baden; * 1427; † 24 февруари 1475, Пфорцхайм) е маркграф на Баден от 1454 до 1475 г.

## Живот
Той е първият син на маркграф Якоб I фон Баден (1407 – 1453) и на Катарина от Лотарингия (1407 – 1439), дъщеря на херцог Карл II от Горна Лотарингия (1364 – 1431).
През 1462 г. Карл има конфликт с курфюрст Фридрих I фон Пфалц, който води до „Баден-Пфалцката война“. Карл е задържан в битката при Зекенхайм (1462) и е освободен след заплащането на 25 000 гулдена.
Карл I е погребан в манастирската църква на Пфорцхайм.

## Фамилия
Карл се жени на 15 юли 1447 г. в Пфорцхайм за Катарина Австрийска (1420 – 1493), дъщеря на херцог Ернст Железни. Тя е по-малка сестра на император Фридрих III. Катарина донася в брака си 30 000 дукати. Те имат децата:
- Христоф I (1453 – 1527), маркграф на Баден, ∞ 30 януари 1469 г. за Отилия фон Катценелнбоген
- Албрехт (1456 – 1488), маркграф на Баден-Хахберг
- Фридрих IV (1458 – 1517), епископ на Утрехт
- Катарина (1449 – 1484), ∞ 19 май 1464 г. за граф Георг III фон Верденберг-Зарганс
- Кимбурга или Цимбурга (1450 – 1501), ∞ 30 януари 1469 г. за граф Енгелберт II фон Насау-Диленбург
- Маргарета (1452 – 1495), абатеса в манастир Лихтентал

- Анна, извънбрачна дъщеря, ∞ 1471 Йоханес Хене